# Боканча-Скит
Боканча-Скит (рум. Bocancea-Schit) — село в Сынжерейском районе Молдавии. Наряду с сёлами Думбравица и Валя-луй-Влад входит в состав коммуны Думбравица.

## География
Село расположено на высоте 80 метров над уровнем моря.

## Население
По данным переписи населения 2004 года, в селе Боканча-Скит проживает 332 человека (158 мужчин, 174 женщины).
Этнический состав села:
| Национальность | Число жителей | Процентный состав |
| -------------- | ------------- | ----------------- |
| молдаване      | 327           | 98.49             |
| украинцы       | 4             | 1.2               |
| русские        | 1             | 0.3               |
| Всего          | 332           | 100%              |